# Julián Gorospe
Julián Gorospe Artabe (* 22. März 1960 in Mañaria) ist ein ehemaliger spanischer Radsportler und sportlicher Leiter. Größte Erfolge waren die beiden Siege bei der Baskenland-Rundfahrt 1983 und 1990 sowie die beiden Etappensiege bei der Vuelta a España 1984 und der eine bei der Tour de France 1986.

## Sportliche Laufbahn
Gorospe gewann 1977 die Spanische Meisterschaft im Straßenrennen bei den Junioren. 1978 gewann er den Meistertitel im Mannschaftszeitfahren bei den Junioren (zusammen mit Jon Koldo Urien, Federico Etxabe und Jon „Tati“ Egiarte). 1980 gewann er die Amateurausgabe von Grand Prix des Nations vor Stephen Roche. 1981 gewann er mehrere Rennen darunter die Gesamtwertung und drei Etappen der Volta da Ascension, Subida a Gorla, Bizkaiko Bira und eine Etappe bei der Vuelta a Navarra mit abschließendem dritten Platz in der Gesamtwertung. 1982 wechselte Gorospe zu den Profis in das Team Reynolds. Gleich im ersten Jahr gewann er zwei Rennen und belegte Platz 2 bei der Baskenland-Rundfahrt, Platz 3 bei der Katalonien-Rundfahrt und der Subida a Arrate sowie Platz 6 beim Grand Prix des Nations. 1983 gelang ihm bei der Baskenland-Rundfahrt sein erster Rundfahrtsieg. Weitere Platzierungen waren Platz 3 bei der Aragon-Rundfahrt, dem Grand Prix Navarra und der Vuelta a las Tres Provincias, Platz 5 bei der Setmana Catalana de Ciclisme sowie Platz 12 bei der Vuelta a España. Bei dieser Vuelta ging er kurz vor Ende als Führender in die 17. Etappe von Salamanca nach Ávila. Jedoch unter dem Tempodiktat von Bernard Hinault Mannschaft Renault-Elf verlor Gorospe knapp 20 Minuten auf den Tagessieger Hinault und damit auch die Führung. 1984 folgten neben den Siegen Platz 2 bei der Vuelta a La Rioja, Platz 4 bei der Tour Midi-Pyrénées, Platz 6 beim Criterium International und bei der Vuelta a España. 1985 wurde neben Platz 2 bei Subida al Naranco, Platz 3 bei der Katalonien-Rundfahrt noch Platz 11 bei der Vuelta a España erwirkt. 1986 gewann Gorospe neben einer Etappe bei der Asturien-Rundfahrt auch eine Etappe bei der Tour de France welche vom teaminternen Kampf zwischen Greg Lemond und Bernard Hinault geprägt war. 1987 konnte er zweite Plätze bei der Asturien-Rundfahrt und beim Grand Prix Midi Libre sowie dritte Plätze bei der Andalusien-Rundfahrt, der Valencia-Rundfahrt, Baskenland-Rundfahrt und der Vuelta a La Rioja erzielen. Beim Sieg von Pedro Delgado bei der Tour de France leistete er wichtige Helferdienste und konnte noch Platz 2 bei der Valencia-Rundfahrt, Platz 3 bei Paris-Nizza und bei der Baskenland-Rundfahrt sowie Platz 4 bei der Aragon-Rundfahrt erreichen. 1989 belegte er Platz 6 bei der Baskenland-Rundfahrt und der Burgos-Rundfahrt und war ein wichtiger Helfer für Pedro Delgado bei der Tour de France, welche aufgrund Delgados Fauxpas beim Prolog eine erfolgreiche Titelverteidigung nahezu unmöglich machte. 1990 gewann er zum zweiten Mal nach 1983 die Baskenland-Rundfahrt hinzu kamen noch Platz 4 beim Criterium International und Platz 21 bei der Vuelta a España, obwohl er ab der fünften Etappe für fünf Tage im gelben Führungstrikot fuhr. 1991 nahm Gorospe zum ersten und einzigen Mal am Giro d’Italia teil, welchen er auf Platz 56 beendete. Weitere Platzierungen waren dritte Plätze bei der Mittelmeer-Rundfahrt und der Murcia-Rundfahrt sowie Platz 6 bei der Settimana Internazionale Coppi e Bartali. 1992 belegte er Platz 5 bei der Baskenland-Rundfahrt, Platz 8 bei Paris-Nizza und Platz 10 beim Criterium International. Sowohl bei der Vuelta a España als auch bei der Tour de France übernahm er Helferdienste für seine Kapitäne (Delgado und Indurain). 1993 gewann er neben der Andalusien-Rundfahrt auch die Valencia-Rundfahrt. Wie bereits im Vorjahr leistete er Helferdienste bei der Vuelta a España und bei der Tour de France. Bei der Tour konnte er den dritten Sieg von Miguel Indurain mitfeiern. 1994 konnte er keine nennenswerten Ergebnisse mehr vorweisen. Er beendete sein Profikarriere am Ende der Saison 1994 nach einem Kriterium in Durango an welchem auch Miguel Indurain teilnahm.
1997 begann Gorospe seine Tätigkeit als Manager beim Team Olarra. Ab 1998 wechselte Gorospe als Sportlicher Leiter zum Team Euskaltel Euskadi. Hier blieb er bis Ende 2006, nachdem ihm der Sportdirektor gegen Jon Odriozola austauschte.
Sein jüngerer Bruder Rubén Gorospe war ebenfalls Radprofi und fuhr zeitweise mit ihm im gleichen Team Reynolds bzw. Banesto von 1985 bis 1993.

## Erfolge
1982
- eine Etappe Baskenland-Rundfahrt
- eine Etappe Aragon-Rundfahrt

1983
- Gesamtwertung und eine Etappe Baskenland-Rundfahrt
- eine Etappe Setmana Catalana de Ciclisme
- eine Etappe Burgos-Rundfahrt
- eine Etappe Aragon-Rundfahrt
- Trofeo Masferrer

1984
- Gesamtwertung Andalusien-Rundfahrt
- Gesamtwertung und eine Etappe Vuelta a los Valles Mineros
- zwei Etappen Vuelta a España
- eine Etappe und Bergwertung Baskenland-Rundfahrt
- eine Etappe Tour Midi-Pyrénées

1986
- eine Etappe Tour de France
- eine Etappe Asturien-Rundfahrt

1987
- eine Etappe Galicien-Rundfahrt
- Klasika Primavera de Amorebieta

1988
- eine Etappe Kantabrien-Rundfahrt

1990
- Gesamtwertung und eine Etappe Baskenland-Rundfahrt

1991
- eine Etappe Burgos-Rundfahrt

1992
- Trofeo Comunidad Foral de Navarra

1993
- Gesamtwertung und eine Etappe Valencia-Rundfahrt
- Gesamtwertung Andalusien-Rundfahrt

## Grand-Tour-Platzierungen
| Grand Tour            | 1982 | 1983 | 1984 | 1985 | 1986 | 1987 | 1988 | 1989 | 1990 | 1991 | 1992 | 1993 | 1994 |
| --------------------- | ---- | ---- | ---- | ---- | ---- | ---- | ---- | ---- | ---- | ---- | ---- | ---- | ---- |
| Vuelta a EspañaVuelta | 31   | 12   | 6    | 11   | DNF  | 30   | 39   | DNF  | 21   | DNF  | 50   | 29   | –    |
| Giro d’ItaliaGiro     | –    | –    | –    | –    | –    | –    | –    | –    | –    | 56   | –    | –    | –    |
| Tour de FranceTour    | –    | DNF  | 52   | –    | 79   | 83   | 60   | 62   | DNF  | –    | 47   | 74   | –    |